# Odinzowo (Schiff)
Die Odinzowo (russisch Одинцово) ist eine Korvette des Projekt 22800 (Karakurt-Klasse). Es ist in der Baltischen Flotte im Einsatz. Das Schiff lief am 5. Mai 2018 auf der Pella-Werft bei Sankt Petersburg, noch unter dem Namen Schkwal, vom Stapel.

## Daten
Das Schiff ist 65 Meter lang und 10 Meter breit. Die Odinzowo weist einen Tiefgang von bis zu 4 Metern und eine Verdrängung von 800 Tonnen auf. Sie kann bis zu 15 Tage autonom operieren und hat eine Reichweite von ungefähr 4600 Kilometer. Das Schiff verwendet Tarnkappentechnik. Es betreibt drei Dieselmotoren und eine Gasturbine im CODAG-Verfahren, genauer 3× Swesda M-507D-1 mit je einer Leistung von 7360 Kilowatt und ein NPO Saturn M70FRU Gasturbinen-Motor mit einer Leistung von 8830 Kilowatt. Die Hauptbewaffnung besteht aus wahlweise 8× Kalibr Marschflugkörper oder Onik Seezielflugkörper. Zur Selbstverteidigung wird u. a. erstmals eine für die Marine modernisierte Version des 96K6 Panzir-Luftabwehrsystems eingesetzt.
Am 14. November 2020 waren die Tests abgeschlossen und die Odinzowo wird für die Übergabe an die russische Marine vorbereitet.
Eine Orlan-10 Aufklärungsdrohne mit einer Reichweite von 120 km wird mitgeführt.